# San Pietro in Mavino

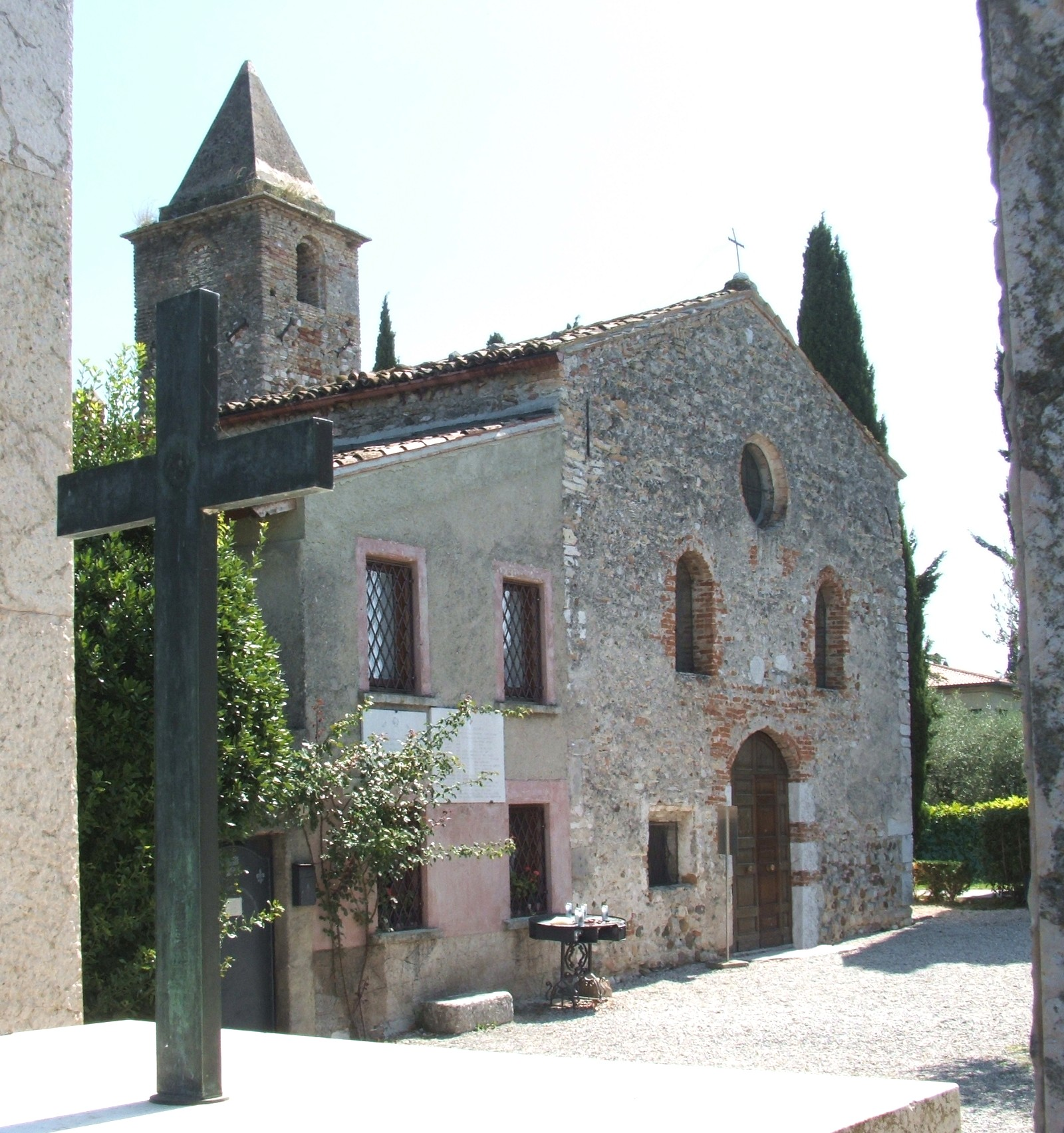
Die Fassade aus dem 14. Jhdt., links der Anbau aus dem 19. Jhdt.

San Pietro in Mavino, auch San Pietro in Mavinas, ist eine kleine Kirche im Gebiet der lombardischen Gemeinde Sirmione am Gardasee. Bekannt ist sie für ihre Ausstattung mit Fresken. Obwohl meistens übersehen, gilt sie als eine der hübschesten Kirchen am Gardasee.

## Lage und Namensgebung
Die Kirche liegt nördlich von Sirmione etwa auf halbem Weg zwischen dem Zentrum von Sirmione und den Grotten des Catull. Ihre isolierte Lage inmitten von Oliven- und Zypressenhainen führt dazu, dass nur wenige Besucher sie wahrnehmen. Sie liegt auf der zweiten Erhebung der Landzunge, die sich Richtung Norden in den Gardasee schiebt. Ihr Patrozinium hat sie, von Anfang an, vom hl. Petrus. Der Beiname in Mavino stammt von einer Verschleifung der lateinischen Bezeichnung in summas vineas, was sich auf einstmals hier gelegene Weingärten bezieht.

## Baugeschichte
Der kleine Bau steht möglicherweise auf den Resten eines antiken Heiligtums. Ein Vorgängerbau wurde im 8. Jahrhundert errichtet, mit seinem ursprünglichen Grundriss in Form eines T verwandt mit dem zeitgleichen Bau der Abteikirche Santa Giustina im piemontesischen Sezzadio. Der jetzige Bau entstammt zunächst dem 11. Jahrhundert und wurde etwa um 1320 zur heutigen Saalkirche erweitert, dabei wurde der ursprüngliche Raumeindruck aus der Frühromanik zerstört.

## Äußeres und Campanile

Bild von San Pietro in Mavino von 1906

Die bis auf die teilweise und unregelmäßige Eckquaderung unverzierte Fassade wird oberhalb des Portals mit einem kleinen Rechteckfenster nur von zwei Rundbogenfenstern mittig sowie einem Rundfenster unterhalb des Giebelansatzes durchbrochen. Der linke Anbau ist deutlich jünger, er stammt aus dem 19. Jahrhundert. Der Campanile mit dem pyramidenförmigen Turmhelm wurde etwa 1070 errichtet.

## Inneres und Fresken

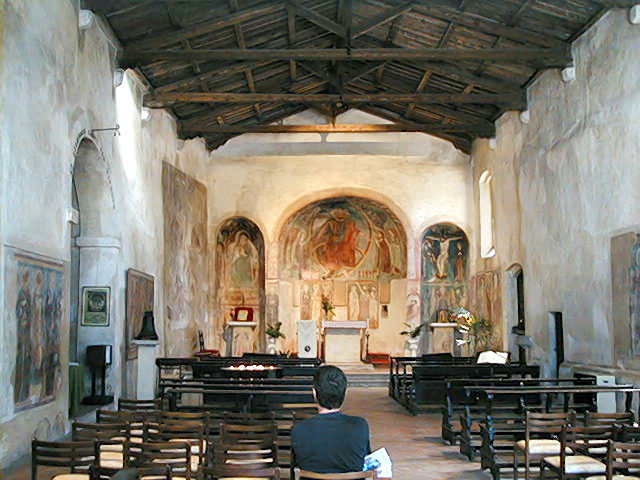
Blick in das Innere zu den Apsiden mit den Fresken des späten 13. Jahrhunderts

Das Innere ist eine Saalkirche ohne Gewölbe, der Dachstuhl ist frei sichtbar. Die mittlere Hauptapsis enthält das Fresko Majestas Domini mit Heiligen, nach einer anderen Lesart Majestas Domini mit jüngstem Gericht. Die linke Nebenapsis enthält eine Thronende Madonna, die rechte die Darstellung der Kreuzigung Christi. Alle Freskierungen in den Apsiden stammen aus dem späten 13. Jahrhundert, der oder die Künstler sind unbekannt.
In der Kirche befindet sich noch ein in dieser Form sehr seltenes Fresko mit einer Darstellung des Erzengels Michael mit Heiligen. Der Erzengel ist ungewöhnlicherweise in Frontalsicht dargestellt. Die Arbeit ist jünger als die Apsidenfresken, von der Stilistik her gehört sie in die späte Gotik, etwa um 1475. Die Kirche enthält noch weitere Fresken aus verschiedenen Jahrhunderten, aber keines jünger als die spätgotischen Fresken.
Die Kirche wurde in den 1980er Jahren gründlich und gelungen restauriert.